# Великодушие
Великоду́шие (калька с др.-греч. μεγαλοψυχία, «величие души») — добродетель, внешними проявлениями которой являются отсутствие злопамятства, снисходительность, готовность бескорыстно поступиться своими интересами во имя большей цели. Великодушие позволяет бороться против зависти и скупости.

## У Аристотеля
В этике Аристотеля добродетель — это золотая середина между равно нежелательными крайностями. Великодушие потому помещено между тщеславием и малодушием, подобно тому как храбрость находится между безрассудством и трусостью, а щедрость — между расточительством и скупостью.
Некоторые российские авторы указывают на то, что др.-греч. μεγαλοψυχία у Аристотеля ближе не к русскому «великодушию», а к гордости, и предлагают переводить аристотелевский термин как «величавость». Этот предложенный Н.В. Брагинской термин, однако, не разделяется многими переводчиками. Так, Е. В. Карчагин и
Д. Р. Яворский отмечают, что «образ объёма души наиболее точно передает содержание добродетели и порока»: для великой души успех и неудача — лишь маленькие эпизоды большой жизни, маленькая душа не может вместить многого и потому чрезмерно концентрируется на сиюминутной славе или позоре, выпячивает удачи и тяжело переживает неуспех.

## В военном деле
Военное «измерение» великодушия (трактуемого как умеренность в отношении жажды славы и власти) требует проявления милосердия к побеждённым. Со средневековых времён продолжение агрессии по отношению к проигравшей стороне после окончания сражения не связывается с военной доблестью, а становится незаконным насилием, противоречащим христианскому понятию о справедливой войне. Как сказал в 1170 году Раймон Толстый: «Без великодушия победа — плохое, зверское дело». В рыцарские времена к благородным соображениям примешивалась и коммерческая выгода; тот же Раймон Толстый продолжает: «выкуп за них [пленных] нам будет куда полезнее их смерти, так как позволит увеличить вознаграждение нашим воинам и даст пример благородного поведения». Уже к концу XII века выкуп пленных стал обыденным, а проявлением необычного великодушия считался отпуск пленника на свободу без выкупа.
П. Робинсон ассоциирует великодушие у военных с аристотелевским и считает его производным чести.

## Связь со щедростью
Великодушие проявляется в отношениях между командирами и подчинёнными, хозяевами и работниками в том числе и в виде щедрости, это понятие восходит к дохристианским обычаям «правильных» отношений между вождём и его дружиной. Так, в средневековые времена великодушная награда за службу должна была быть выше просимого, покрывать более, чем непосредственные нужды подчинённого.